# Molannodes itoae
Molannodes itoae är en nattsländeart som beskrevs av Fuller och Wiggins 1987. Molannodes itoae ingår i släktet Molannodes och familjen skivrörsnattsländor. Inga underarter finns listade i Catalogue of Life.